# Доктор Живаго (мюзикл, 2011)
«До́ктор Жива́го» (англ. Doctor Zhivago) — мюзикл, основанный на одноимённом романе Бориса Пастернака. Поставлен на музыку Люси Саймон, слова текстов Майкла Кори и Эми Пауэрс, либретто Майкла Веллера. Мировая премьера состоялась 19 февраля 2011 года в театре «Лирический Сидней» города Сиднея, Австралия. Бродвейская премьера состоялась 21 апреля 2015 года.

## История
Первая пробная постановка мюзикла прошла в театре «Ла Джойя Плэйхаус» Калифорнийского университета Сан-Диего (США) в 2006 году под названием «Живаго». Главную роль сыграл Иван Эрнандес.
Под режиссёрским управлением Дэса МакАнуффа в 2011 году состоялись премьера и турне мюзикла «Доктор Живаго» (англ. Doctor Zhivago — A New Musical) в Австралии. Мировая премьера прошла 19 февраля 2011 года в Сиднейском театре «Лирический Сидней». Главные роли сыграли Энтони Варлоу (Юрий), Люси Маундер (Лариса), Мартин Крюз (Павел), Танил Ван Цыль (Антонина) и другие. Постановка получила восторженные отзывы.
В команде с режиссёром австралийской постановки в 2014 году началась подготовка к премьере на Бродвее. На главные роли определили Таму Муту (Юрий) и Келли Барретт (Лариса). Этап предпоказов начался 27 марта 2015 года, а стационарный прокат — с 21 апреля. Мюзикл был закрыт 10 мая, отыграв всего лишь 23 спектакля.

## Музыкальные партии
| Акт I - «Two Words» — Ансамбль - «Komarovsky’s Toast» — Комаровский, Александр, Анна и ансамбль - «Who is She?» — Юрий - «Wedding Vows» — Священник, Павел, Лариса и ансамбль - «Its a Godsend» — Павел, Толя и студенты - «When the Music Played» — Лариса - «Watch the Moon» — Юрий и Антонина - «Forward March for the Czar» — Солдаты - «Something in the Air» — Лариса, Юрий, Антонина и медсёстры - «Now» — Лариса и Юрий - «Blood on the Snow» — Солдаты и ансамбль - «The Perfect World» — Гулёбова, Шулыгин и ансамбль - «Komarovsky’s Toast» (реприза) — Комаровский - «A Man Who Lives up to His Name» — Юрий - «In This House» — Александр, Шура, Юрий, Антонина и ансамбль | Акт II - «Women And Little Children/He’s There» — Ансамбль и Лариса - «No Mercy at All» — Стрельников - «In This House» (реприза) — Александр - «Love Finds You» — Юрий, Лариса, Комаровский, Стрельников и Антонина - «Nowhere to Run» — Освободители и партизаны - «It Comes as no Surprise» — Антонина и Лариса - «Ashes and Tears» — Юрий и партизаны - «Watch the Moon» (реприза) — Антонина - «On the Edge of Time» — Лариса и Юрий - «Now» (реприза) — Лариса и Юрий - «Blood on the Snow» (реприза) — Красная Армия - «On the Edge of Time» (реприза) — Катенька, Лариса, Юрий и ансамбль |

### Саундтрек
Саундтрек австралийской постановки планировалось выпустить в 2011 году, однако выход альбома не состоялся. Две песни «Now» и «On the Edge of Time» доступны на сервисе «YouTube».

## Постановки

### Предпоказы
| Город (страна)     | Театральная площадка | Дата открытия | Дата закрытия | Кол-во спектаклей |
| ------------------ | -------------------- | ------------- | ------------- | ----------------- |
| Сидней (Австралия) | «Лирический Сидней»  | 08.02.2011    | 18.02.2011    | 12                |
| Нью-Йорк (США)     | «Бродвей» (Бродвей)  | 27.03.2015    | 19.04.2015    | 26                |

### Стационарные
| Город (страна)     | Компания                                              | Театральная площадка | Дата открытия | Дата закрытия | Кол-во спектаклей |
| ------------------ | ----------------------------------------------------- | -------------------- | ------------- | ------------- | ----------------- |
| Сидней (Австралия) | «Power Arts», «Chun-Soo Shin», «Corcoran Productions» | «Лирический Сидней»  | 19.02.2011    | 03.04.2011    | 51                |
| Нью-Йорк (США)     | «The Shubert Organization»                            | «Бродвей» (Бродвей)  | 21.04.2015    | 10.05.2015    | 23                |

### Гастрольные туры
После успеха «Доктора Живаго» в Сиднее, создатели решили показать мюзикл в Мельбурне. Там он шёл в прокате почти два месяца. Затем запланировали ограниченное число спектаклей в Брисбене, однако из-за популярности пришлось продлить прокат на две недели.
| Страна    | Город(а)          | Компания                                              | Дата открытия | Дата закрытия |
| --------- | ----------------- | ----------------------------------------------------- | ------------- | ------------- |
| Австралия | Мельбурн, Брисбен | «Power Arts», «Chun-Soo Shin», «Corcoran Productions» | 15.04.2011    | 14.08.2011    |

## Реакция

### Кассовые сборы
По результатам семи недель проката (включая этап предпоказов) бродвейская постановка «Доктора Живаго» собрала почти 3,2 млн долларов. В среднем в неделю мюзикл зарабатывал скудные $457 тысяч. Средней процент занятости кресел зрительного зала составил 76,29 %.

## Награды и номинации

### Австралийская постановка
| Год  | Премия             | Категория                                                    | Номинант(ы)                                           | Результат |
| ---- | ------------------ | ------------------------------------------------------------ | ----------------------------------------------------- | --------- |
| 2011 | «Хелпменн»         | Лучший мюзикл                                                | «Power Arts», «Chun-Soo Shin», «Corcoran Productions» | Номинация |
| 2011 | «Хелпменн»         | Лучший режиссёр                                              | Дэс МакАнуфф                                          | Номинация |
| 2011 | «Хелпменн»         | Лучшая хореография в мюзикле                                 | Келли Дивайн                                          | Номинация |
| 2011 | «Хелпменн»         | Лучшая мужская роль в мюзикле                                | Энтони Варлоу за роль Юрия Живаго                     | Номинация |
| 2011 | «Хелпменн»         | Лучшая женская роль в мюзикле                                | Люси Маундер за роль Ларисы                           | Номинация |
| 2011 | «Хелпменн»         | Лучшая мужская роль второго плана в мюзикле                  | Мартин Крюз за роль Павла                             | Номинация |
| 2011 | «Хелпменн»         | Лучшая женская роль второго плана в мюзикле                  | Танил Ван Цыль за роль Антонины                       | Номинация |
| 2011 | «Грин Рум»         | Лучший дизайн                                                | Ник Элтис                                             | Номинация |
| 2011 | «Сиднейский театр» | Премия имени Джудит Джонсон за лучшую игру актрисы в мюзикле | Люси Маундер за роль Ларисы                           | Номинация |
| 2011 | «Сиднейский театр» | Лучшая мужская роль второго плана в мюзикле                  | Мартин Крюз за роль Павла                             | Победа    |

### Бродвейская постановка
| Год  | Премия                       | Категория                     | Номинант(ы)         | Результат |
| ---- | ---------------------------- | ----------------------------- | ------------------- | --------- |
| 2011 | «Outer Critics Circle Award» | Лучшая мужская роль в мюзикле | Пол Александр Нолан | Номинация |
| 2011 | «Драма Лонг»                 | Лучшее выступление            | Там Муту            | Номинация |